# Баттерфилд, Меллона
Меллона Баттерфилд (англ. Mellona Butterfield, полное имя Mellona «Mellie» Moulton Butterfield, также известна как Fanny Butterfield; 1853—1924) — американская художница по фарфору, также педагог.
Владелица одной из первых собственных печей для обжига фарфора в штате Небраска. Её работы экспонировались в ряде городов США, включая Нью-Йорк, Сент-Луис, Буффало.

## Биография
Родилась 15 мая 1853 года в городе Расин, штат Висконсин, в семье Мозеса Баттерфилда — адвоката из Гомера, штат Нью-Йорк, и его жены Меллоны Баттерфилд из Оксфорда, штат Массачусетс. У девочки было ещё двое братьев и сестер.
Баттерфилд получила начальное образование в Сент-Луисе, штат Миссури, и Омахе, штат Небраска, затем окончила школу Brownell-Talbot School в Омахе.
В течение более десяти лет двенадцати лет Меллона Баттерфилд занималась преподаванием в Платтсмуте, Гранд-Айленде и Хейстингсе, штат Небраска. Но все эти годы она не оставляла своё любимое дело — росписью по фарфору, и, решив оставить преподавательскую деятельность, занялась исключительно росписью по керамике, основав студию в Омахе. Баттерфилд стала одной из первых художниц в этой области в штате Небраска; получила множество положительных отзывов от искусствоведов и прессы.
Первое признательное упоминание Меллона Баттерфилд за роспись по фарфору в женской части международной выставки World Cotton Centennial в Новом Орлеане 1884 в году, а в 1889 году — первую золотую медаль за роспись по фарфору, присужденную ассоциацией Western Art Association в Омахе. В 1893 году был образован Nebraska Ceramic Club — с целью представительства Всемирной выставке1893 года в Чикаго. К 1898 году клуб полностью состоял из женщин, в общей сложности около ста человек, а его президентом была Баттерфилд. На выставке 1898 года Trans-Mississippi Exposition, проходившей в Омахе, Меллона Баттерфилд руководила отделкой здания Nebraska State Building и затем управляла им. В следующем году она руководила Public Comfort Building.
Умерла в 1924 году в Лос-Анджелесе, Калифорния. Была похоронена на кладбище Mound Cemetery родного города.